# Virgínia
Virgínia este un oraș în Minas Gerais (MG), Brazilia.